# Larus crassirostris
La gaviota japonesa o gaviota colinegra (Larus crassirostris) es una especie de ave charadriforme de la familia Laridae. Tiene patas amarillas y una mancha de color rojo y negro al final del pico. Esta gaviota tarda cuatro años en alcanzar el plumaje de adulto. Como su nombre indica, tiene la cola negra.  

## Distribución
Es originaria del este de Asia, incluyendo China, Taiwán, Japón y Corea. También se puede encontrar ocasionalmente en Alaska y el noreste de América del Norte.

## Comportamiento
Se alimenta principalmente de pequeños peces, moluscos, crustáceos y de carroña. A menudo sigue los buques y las flotas de pesca comercial. Se roba la comida de otras aves marinas.
Una enorme cantidad de estas aves se puede encontrar en el santuario Kabushima en Hachinohe, Aomori, Japón. Este santuario sintoísta fue levantado por los pescadores en 1269 (aunque ha sido reconstruido varias veces desde entonces) para honrar a la gaviota de cola negra, que es vista como un mensajero de la diosa de la pesquería. Desde hace más de 700 años, la especie ha disfrutado de reverencia, alimentación y protección de la población local. Como resultado, cada verano, más de 40.000 gaviotas anidan y crían a sus polluelos en el recinto de la ermita y la isla circundante, que ha sido designada como Tesoro Nacional Natural por el gobierno de Japón. Las gaviotas son muy mansas y son una popular atracción turística local. Es un visitante poco común en los Estados Unidos. Una gaviota de cola negra fue vista en Burlington, Vermont, en octubre de 2005.